# Eréndira Ibarra
Eréndira Vanessa Ibarra Klor (Città del Messico, 25 settembre 1985) è un'attrice e sceneggiatrice messicana.
È diventata internazionalmente popolare grazie alla sua partecipazione alla serie televisiva Deseo prohibido in cui interpreta un personaggio di rilievo nella storia.

## Biografia
Eréndira è figlia del produttore Epigmenio Ibarra, perciò trascorre la sua infanzia a contatto con il mezzo artistico, studiando recitazione a Casa Azul (Scuola di recitazione).
Nel 2005 svolge il suo primo lavoro come assistente al casting per il film Acapulco Golden (2005) di Joaquín Segura. Il suo debutto come attrice avviene nello stesso anno nel cortometraggio diretto da Armando Vega-Gil intitolato Alivio (2005) e un anno dopo interpreta la Vergine Maria in Sexo, amor y otras perversiones 2 di Fernando Sariñana. Nel 2007, partecipa alla serie televisiva Capadocia, insieme a Ana de la Reguera e Cristina Umaña, interpretando il ruolo di una carcerata, Sofia López. Nel 2008, partecipa ad altre pellicole comiche dirette da Issa López intitolate Casi divas, al fianco di Julio Bracho e Ana Layevska e nella telenovela prodotta da TV Azteca Deseo prohibido nel ruolo di Rebecca Santo, la sorella di Lucia, con protagonista Ana Serradilla. Intorno al 2009 partecipa come attrice a due film: Entre líneas e Juegos inocentes; partecipa, inoltre, alla serie di Cadena Tres de México Las Aparicio, nella quale interpreta la parte di una ragazza lesbica di nome Mariana, che ha una relazione sentimentale con Julia Aparicio, interpretata da Liz Gallardo. Ibarra è anche la protagonista del videoclip musicale del cantante Jaime Kohen intitolato Las alas de mi libertad, insieme al suo collega Manuel Balbi, compagno di set in Las Aparicio. Nel 2012 conclude il suo ruolo nella telenovela Infames, in cui interpretava Casilda, coprodotta da Argos e Cadena Tres. Nel 2015 appare in varie stagione della nota serie della TNT Señorita Polvora nella parte della modella Tatiana Hucke, però ancora più importante è la sua partecipazione alla serie Sense8 di Netflix nel ruolo di Daniela Velazquez.
Nel 2021 interpreta Lexy nel quarto capitolo di Matrix, Matrix Resurrections.

## Vita privata
Nel dicembre del 2010 si sposa con il modello venezuelano Fredd Londoño.

## Filmografia

### Cinema
- Decisiones Extremas
- Alivio (2005)
- Acapulco Golden (2005) (Assistente al Casting)
- Sexo, amor y otras perversiones 2 (2006)
- Casi divas (2008)
- Entre líneas (2009)
- Juegos Inocentes (2009)
- El octavo mandamiento (2011)
- Bienvenida realidad (2011)
- Las Aparicio, la película
- Más negro que la noche (2014)
- A ti te quería encontrar (2018)
- Matrix Resurrections (The Matrix Resurrections) (2021)

### Televisione
- Capadocia (Capadocia: Un Lugar sin Perdón) (2008) - serie
- Deseo Prohibido (2008) - TV Azteca
- Las Aparicio (2010)
- El Diez (2011)
- El Diez 2 (?)
- Capadocia 2 - serie TV (2011)
- Capadocia 3 - serie TV (2012)
- Infames (2012)
- Vida Mia (2012) - TV Azteca
- Camelia la Texana (2014)
- Señorita Polvora (2015)
- Sense8 - serie TV, 19 episodi (2015-2018)
- Ingobernable - serie TV, 26 episodi (2017-2018)
- L’incidente - serie TV, 10 episodi (2024)

### Video musicali
- Las alas de mi libertad (Jaime Kohen)
- Corre (Jesse & Joy)

Teatro
- Apocrifo (2013) Elena
- Extraños en un tren (2013) Ana (partecipazione speciale)